# Пол Атрід
Пол Атрід (англ. Paul Atreides, [əˈtreɪdiːz];), пізніше відомий як Пол Муад'Діб (англ. Paul Muad'Dib) — вигаданий персонаж у всесвіту «Дюни», створений Френком Гербертом. Герцог із дому Атрідів, пізніше пророк та імператор людства.
Пол є видатним персонажем перших двох романів серії «Дюна» (1965) і «Месія Дюни» (1969), а також повертається у «Дітях Дюни» (1976). Персонаж фігурує у вигляді двох клонів у романах Браяна Герберта/Кевіна Джеймс Андерсона, які завершують оригінальну серію: «Мисливці Дюни» (2006) і «Піщані хробаки Дюни» (2007), а також з'являється у приквелі «Пол з Дюни» (2008) і «Вітри Дюни» (2009). За словами Браяна Герберта, сина і біографа Френка Герберта, Дім Атрідів був заснований на героїчному, але нещасливому грецькому міфологічному домі Атрея.
Пол був зображений Кайлом Маклакленом в екранізації Девіда Лінча 1984 року, а також Алеком Ньюманом у мінісеріалі «Дюна» 2000 року і його продовженні 2003 року. Цей персонаж зіграний актором Тімоті Шаламе у фільмі Дені Вільнева «Дюна» 2021 року.

## Історія

### Зачаття
Жіночий орден Бене Ґессерит звів батьків Пола — Лето та Джессіку разом з наміром народити на світ доньку Атрідів, яка потім могла б вступити у стосунки зі спадкоємцем Дому Харконненів, щоб народити легендарного Квізаца Хадераха, або надсутність — чоловіка, здатного читати генетичну пам'ять усіх предків і передбачати майбутнє. З допомогою Квізац Хедераха Бене Ґессерит планували захопити владу в людській імперії. Однак плани сестринства Бене Ґессерит були порушені, коли Джессіка, завдяки своїй глибокій любові до Лето, народила спадкоємця чоловічої статі.

### Виховання
Як син герцога Лето Атріда, Пол виріс у привілейованому оточенні на покритій водою планеті Каладан, родовому гнізді будинку Атрідів. Хоч йому і не вистачало товаришів свого віку, він отримував настанови від своїх вчителів, таких як Зуфір Хават, Дункан Айдаго, Ґурні Галлек і доктор Юе, а також отримав навчання методам і здібностям Бене Ґессерит від своєї матері. Незабаром після його п'ятнадцятиріччя у 10191 році батько Пола відкрив йому, що навчання Пола через його вчителів було спрямоване на перетворення Пола в ментата — людину, обчислювальні можливості мозку котрої рівні комп'ютеру. Теорія полягала в тому, що коли Пол змінить свого батька на посаді герцога Дому Атрідів, одного з найшанованіших і високоморальних Великих Домів Імперіуму, герцог-ментат дійсно стане грізною силою в Ландсрааді. Приховані таланти Пола також привернули до нього увагу Бене Ґессерит, які перевірили його за допомогою ґом джаббара, сподіваючись врятувати свою програму Квізац Хедераха через нього.

## Родовід
|  |                    |  |  |  |  |  |  |  |  |  |  |  |  |  |  |  |
|  | Кіан Атрід         |  |  |  |  |  |  |  |  |  |  |  |  |  |  |  |
|  |                    |  |  |  |  |  |  |  |  |  |  |  |  |  |  |  |
|  |                    |  |  |  |  |  |  |  |  |  |  |  |  |  |  |  |
|  | Пол Атрід          |  |  |  |  |  |  |  |  |  |  |  |  |  |  |  |
|  |                    |  |  |  |  |  |  |  |  |  |  |  |  |  |  |  |
|  |                    |  |  |  |  |  |  |  |  |  |  |  |  |  |  |  |
|  | Лето Атрід         |  |  |  |  |  |  |  |  |  |  |  |  |  |  |  |
|  |                    |  |  |  |  |  |  |  |  |  |  |  |  |  |  |  |
|  |                    |  |  |  |  |  |  |  |  |  |  |  |  |  |  |  |
|  | Ільбан Річізе      |  |  |  |  |  |  |  |  |  |  |  |  |  |  |  |
|  |                    |  |  |  |  |  |  |  |  |  |  |  |  |  |  |  |
|  |                    |  |  |  |  |  |  |  |  |  |  |  |  |  |  |  |
|  | Гелена Річізе      |  |  |  |  |  |  |  |  |  |  |  |  |  |  |  |
|  |                    |  |  |  |  |  |  |  |  |  |  |  |  |  |  |  |
|  |                    |  |  |  |  |  |  |  |  |  |  |  |  |  |  |  |
|  | Едвіна Корріно     |  |  |  |  |  |  |  |  |  |  |  |  |  |  |  |
|  |                    |  |  |  |  |  |  |  |  |  |  |  |  |  |  |  |
|  |                    |  |  |  |  |  |  |  |  |  |  |  |  |  |  |  |
|  | Пол Атрід          |  |  |  |  |  |  |  |  |  |  |  |  |  |  |  |
|  |                    |  |  |  |  |  |  |  |  |  |  |  |  |  |  |  |
|  |                    |  |  |  |  |  |  |  |  |  |  |  |  |  |  |  |
|  | Владімір Харконнен |  |  |  |  |  |  |  |  |  |  |  |  |  |  |  |
|  |                    |  |  |  |  |  |  |  |  |  |  |  |  |  |  |  |
|  |                    |  |  |  |  |  |  |  |  |  |  |  |  |  |  |  |
|  | Джессіка Харконнен |  |  |  |  |  |  |  |  |  |  |  |  |  |  |  |
|  |                    |  |  |  |  |  |  |  |  |  |  |  |  |  |  |  |
|  |                    |  |  |  |  |  |  |  |  |  |  |  |  |  |  |  |
|  | Танідіа Нерус      |  |  |  |  |  |  |  |  |  |  |  |  |  |  |  |
|  |                    |  |  |  |  |  |  |  |  |  |  |  |  |  |  |  |
|  |                    |  |  |  |  |  |  |  |  |  |  |  |  |  |  |  |

## Сімейне дерево
|  |  |        |        | Танідіа Нерус | Танідіа Нерус | Танідіа Нерус | Танідіа Нерус | Танідіа Нерус | Танідіа Нерус |               |               |               |               |               |               | Владімір Харконнен | Владімір Харконнен | Владімір Харконнен | Владімір Харконнен | Владімір Харконнен | Владімір Харконнен |              |              |            |            |            |            |  |  |  |  |  |  |  |  |  |  |
|  |  |        |        | Танідіа Нерус | Танідіа Нерус | Танідіа Нерус | Танідіа Нерус | Танідіа Нерус | Танідіа Нерус |               |               |               |               |               |               | Владімір Харконнен | Владімір Харконнен | Владімір Харконнен | Владімір Харконнен | Владімір Харконнен | Владімір Харконнен |              |              |            |            |            |            |  |  |  |  |  |  |  |  |  |  |
|  |  |        |        |               |               |               |               |               |               |               |               |               |               |               |               |                    |                    |                    |                    |                    |                    |              |              |            |            |            |            |  |  |  |  |  |  |  |  |  |  |
|  |  |        |        |               |               |               |               |               |               | Леді Джессіка | Леді Джессіка | Леді Джессіка | Леді Джессіка | Леді Джессіка | Леді Джессіка |                    |                    | Лето I Атрід       | Лето I Атрід       | Лето I Атрід       | Лето I Атрід       | Лето I Атрід | Лето I Атрід |            |            |            |            |  |  |  |  |  |  |  |  |  |  |
|  |  |        |        |               |               |               |               |               |               | Леді Джессіка | Леді Джессіка | Леді Джессіка | Леді Джессіка | Леді Джессіка | Леді Джессіка |                    |                    | Лето I Атрід       | Лето I Атрід       | Лето I Атрід       | Лето I Атрід       | Лето I Атрід | Лето I Атрід |            |            |            |            |  |  |  |  |  |  |  |  |  |  |
|  |  |        |        |               |               |               |               |               |               |               |               |               |               |               |               |                    |                    |                    |                    |                    |                    |              |              |            |            |            |            |  |  |  |  |  |  |  |  |  |  |
|  |  |        |        |               |               |               |               |               |               |               |               |               |               |               |               |                    |                    |                    |                    |                    |                    |              |              |            |            |            |            |  |  |  |  |  |  |  |  |  |  |
|  |  |        |        |               |               | Чані          | Чані          | Чані          | Чані          | Чані          | Чані          |               |               | Пол Атрід     | Пол Атрід     | Пол Атрід          | Пол Атрід          | Пол Атрід          | Пол Атрід          |                    |                    | Алія Атрід   | Алія Атрід   | Алія Атрід | Алія Атрід | Алія Атрід | Алія Атрід |  |  |  |  |  |  |  |  |  |  |
|  |  |        |        |               |               | Чані          | Чані          | Чані          | Чані          | Чані          | Чані          |               |               | Пол Атрід     | Пол Атрід     | Пол Атрід          | Пол Атрід          | Пол Атрід          | Пол Атрід          |                    |                    | Алія Атрід   | Алія Атрід   | Алія Атрід | Алія Атрід | Алія Атрід | Алія Атрід |  |  |  |  |  |  |  |  |  |  |
|  |  |        |        |               |               |               |               |               |               |               |               |               |               |               |               |                    |                    |                    |                    |                    |                    |              |              |            |            |            |            |  |  |  |  |  |  |  |  |  |  |
|  |  |        |        |               |               |               |               |               |               |               |               |               |               |               |               |                    |                    |                    |                    |                    |                    |              |              |            |            |            |            |  |  |  |  |  |  |  |  |  |  |
|  |  | Лето ✞ | Лето ✞ | Лето ✞        | Лето ✞        | Лето ✞        | Лето ✞        |               |               | Лето II Атрід | Лето II Атрід | Лето II Атрід | Лето II Атрід | Лето II Атрід | Лето II Атрід |                    |                    | Ганіма Атрід       | Ганіма Атрід       | Ганіма Атрід       | Ганіма Атрід       | Ганіма Атрід | Ганіма Атрід |            |            |            |            |  |  |  |  |  |  |  |  |  |  |

## Призвиська, звання, титули,
- Квізац Хадерах
- Герцог (Дому Атрідів)
- Лісан Аль-Гайб
- Магді
- Муад'Діб
- Падишах-Імператор[en]
- Пророк

## Адаптації
Пол був зіграний актором Кайлом Маклакленом в екранізації Девіда Лінча 1984 року та Алеком Ньюманом  в мінісеріалі «Дюна» 2000 року і його продовженні 2003 року. Цей персонаж буде зіграний актором Тімоті Шаламе у фільмі Дені Вільнева «Дюна» 2020 року.
1. У фільмі 1984 року «Дюна» роль Пола виконав давній шанувальник «Дюни» Кайл Маклаклен. В інтерв'ю Маклаклен розповідав, що, вперше прочитавши «Дюну» підлітком, він уявив себе Полом Атрідом, і отримати можливість зобразити його у високобюджетному фільмі було для нього втіленням мрії.
  - Річард Корлісс з «Time» зазначає, що «Маклаклен, у свої 25 років, зростає вражаюче в цій ролі; його риси, м'які й розбещенні на початку, з часом набувають мужню чарівність, як тільки він приймає свою місію.»[2]
2. У 2000 і 2003 роках в мінісеріалі від «Sci Fi Channel» Пола зіграв Алек Ньюман[en]. Актор, який має шотландський акцент, як повідомляється, вивчив та навчився імітувати американський акцент за відносно короткий проміжок часу тільки для того, щоб отримати роль. У мінісеріалі 2000 року Пол спочатку зображувався як свого роду «зіпсована дитина», щоб показати глядачам зростання від спадкоємця Атрідів до імператора відомої всесвіту.
  - Лора Фріз з «Variety» пише, що «Ньюмен, як і кислий Пол, тримається тільки однієї ноти»[3].
  - Еммет Ашер-Перрін з «Tor.com» висловлює припущення, що вибір дорослого актора Ньюмена на роль Пола проблематичний, оскільки персонаж прописаний в сценарії ще менш зрілим і спостережливим, ніж він є у романі-першоджерелі[4].
3. У фільмі 2021 року «Дюна» Пола зіграв Тімоті Шаламе.